# Дондуа, Сергей Леванович

Мемориальная доска на здании Одесского мореходного училища имени А. И. Маринеско

Сергей Леванович Дондуа (1 июля 1922, Тифлис — 8 апреля 1999, Москва) — первый капитан флагмана советского российского пассажирского флота турбохода «Максим Горький». Герой Социалистического Труда (1982).

## Биография
С 1942 года служил в Военно-морском флоте, на должности старшего рулевого санитарного транспорта «Курортник». Был удостоен  четырёх медалей. Великую Отечественную войну закончил в звании «старший краснофлотец».
Демобилизовавшись из Военно-морского флота в январе 1948 года в звании старшины 2 статьи, поступил на четвертый курс Одесского мореходного училища и в том же году его окончил. В сентябре 1948 года был назначен 4-м штурманом парохода «Александр Пушкин» ЧГМП, на котором совершил первый заграничный рейс в Италию. В дальнейшем работал 4-м, 3-м, 2-м и старшим помощником капитана теплохода «Николаев».
В 1953-1960 годах – капитан сухогрузных судов «Карл Маркс», «Белоостров», «Николай Пирогов». В 1957 году окончил заочное отделение Одесского высшего инженерного морского училища. С 1960 по 1974 год – капитан пассажирских теплоходов «Литва», «Белоруссия», «Тарас Шевченко», выполнявших рейсы на внешних линиях в Средиземном море и Атлантике. С 1974 по 1986 год – капитан теплохода «Максима Горького» Черноморского морского пароходства. С мая 1975 года турбоход первым из советских судов стал совершать рейсы у берегов США и в Карибском море с иностранными туристами на борту, достойно соперничая с самыми комфортабельными круизными лайнерами иностранных судоходных компаний. Под фрахтом западногерманской фирмы Neckermann Reisenсудно дважды выходило в кругосветные плавания, совершало круизы по Средиземному морю и рейсы к фьордам и вечным льдам архипелага Шпицберген. В 1975 году при стоянке суда в Нью-Йорке из-за взрыва мин, установленных диверсантами на днище судна, теплоход «Максим Горький» получил значительные повреждения. Проявленные капитаном организаторские и дипломатические способности позвонили в короткие сроки устранить повреждения. 
Несмотря на постоянные ограничения официальных представителей КГБ и КПСС на борту, ему удалось сформировать на турбоходе слаженно работающий экипаж из нескольких сотен человек для всех многочисленных служб пассажирского лайнера. Благодаря этим людям, судну за 35 лет его эксплуатации удалось успешно пройти через целый ряд непростых испытаний.
В большом коллективе за годы плавания лайнера сложилось немало семей, которые впоследствии прожили вместе многие годы, родили детей.
Воспитал когорту молодых капитанов ЧМП — Г.Маричереда т/х "Тарас Шевченко",А. Назаренко (т/х «Шота Руставели»), Е Балашова (т/х «Казахстан»), Ю. Хромых (т/х «Одесса»), В. Сидорова (т/х «Ф. Достоевский») и мн. др.
С Сергеем Левановичем дружили известные люди страны — (Владимир Высоцкий, Марина Влади, Бэла Руденко, Полад Бюльбюль-оглы и др.). Некоторые из них оставили потом свои воспоминания о встречах с ним.
С 1986 года после вынужденного ухода на пенсию жил в Ялте.
Скончался в 1999 году; прах захоронен по морскому обычаю в кабельтове от Ялтинского маяка в море.

## Награды
- Герой Социалистического Труда — указом Президиума Верховного Совета СССР от 1 июля 1982 года.
- два ордена Ленина (09.08.1963; 01.07.1982)
- орден Октябрьской Революции (05.03.1976)
- орден Отечественной войны 2-й степени (11.03.1985)
- орден Трудового Красного Знамени (03.08.1960)
- медали, в том числе «За боевые заслуги»  (10.04.1945)[2]
- Звание «Лучший капитан Министерства морского флота СССР».